# Залезёнка (река)
Залезёнка — река в России, протекает в Боровичском районе Новгородской области. Устье реки находится в 3,6 км по правому берегу реки Щука. Длина реки составляет 13 км.
У истоков реки стоят деревни прежнего Кировского сельского поселения: Залезёнка, Солнечная, Вересовка, Береговая и посёлок Кировский. Ниже до устья река течёт через Волокское сельское поселение. На берегу Жужилки стоят деревни Жеребятниково, Немчуга и Хвощник.

## Данные водного реестра
По данным государственного водного реестра России относится к Балтийскому бассейновому округу, водохозяйственный участок реки — Мста без р. Шлина от истока до Вышневолоцкого г/у, речной подбассейн реки — Волхов. Относится к речному бассейну реки Нева (включая бассейны рек Онежского и Ладожского озера).
Код объекта в государственном водном реестре — 01040200212102000020858.